# Fines (kommunhuvudort)
Fines är en kommunhuvudort i Spanien.   Den ligger i provinsen Provincia de Almería och regionen Andalusien, i den sydöstra delen av landet, 400 km söder om huvudstaden Madrid. Fines ligger 476 meter över havet och antalet invånare är 1 955.
Terrängen runt Fines är kuperad västerut, men österut är den platt. Runt Fines är det ganska glesbefolkat, med 43 invånare per kvadratkilometer. Närmaste större samhälle är Olula del Río, 3,5 km väster om Fines. Omgivningarna runt Fines är i huvudsak ett öppet busklandskap.